# Beáta Dubasová
Beáta Dubasová (* 14. května 1963 Stropkov) je slovenská popová zpěvačka, která se na domácí scéně výrazně prosadila v druhé polovině 80. let 20. století. Svými hity a extravagantní vizáží se stala už na začátku své kariéry teenagerským idolem, přičemž velkou popularitu si udržela i během 90. let.
V současnosti je svým vystupováním a pěveckým stylem považována za jednu z největších dam ve slovenském showbyznysu.

## Dětství a mladí
K hudbě inklinovala už v dětství, což ji už na základní škole dovedlo k účinkování v různých pěveckých soutěžích. Jako devítiletá dostala s bratrem darem první kytaru. Bratr pak brzy vytvořil hudební skupinu, která hrávala na vesnických zábavách, a která ji také, jako čtrnáctiletou dívku, přivedla k pravidelnému zkoušení repertoáru a prvním veřejným vystoupením.

## Hudební začátky
Po ukončení základní školy začala studovat na Střední průmyslové škole oděvní v Prešově se specializací na výrobu oděvů a prádla. Své vzdělání pak později zužitkovala při své stylizaci a tvorbě vlastních moderních koncertních kostýmů. Ve škole, která byla propojena se strojnickou průmyslovkou, se seznámila se školní chlapeckou skupinou Piknik, v níž začala zpívat jako sólová zpěvačka, a také se zde seznámila s tehdy začínajícím prešovským hudebníkem Peterem Nagym, který jí napsal vícero skladeb. Kromě Nagyovy tvorby zpívala většinou převzatý repertoár. Mezi její tehdejší vzory patřila americká zpěvačka a hudebnice Suzi Quatro. Začala se účastnit amatérských pěveckých soutěží v prešovském i košickém okrese. Už v tomto období se umísťovala na předních místech amatérských pěveckých soutěží a získávala zde i ceny publika.
Po maturitě v roce 1982 odjela do Bratislavy, kde pracovala v oděvním závodě Zornica a po večerech zpívala v tanečním orchestru v rekreačním podniku Sorea, své tehdejší pěvecké účinkování si našla sama pomocí inzerátu. V témže roce jí zavolala známá slovenská zpěvačka Magda Medveďová a oslovila ji s nabídkou zpívat svou vlastní píseň v pěvecké soutěži Košický zlatý poklad.
Na soutěži pak s touto písní získala 2. místo a cenu diváků. Členy poroty byli v té době hudební redaktoři Slovenského rozhlasu Pavol Danišovič a Ľuboš Zeman, kteří jí následně po soutěži nabídli spolupráci. Pavol Danišovič se ujal hudební stránky v jejím nově se rodícím repertoáru, přičemž písňové texty měl tvořit Ľuboš Zeman. Pro svoji textařskou vytíženost jí však dohodil svého kamaráda, textaře Romana Spišiaka.

## Kariéra
Profesionální kariéru zahájila roce 1985, kdy v domácím rozhlasovém vysílání prorazila s úspěšnou skladbou Účesy. Debutové album Beáta (1987) vydala o dva roky později, přičemž deska obsahovala další úspěšné písně – skladby Sme také aké sme a Dievča z reklamy. V témže roce se podílela i na hudebním albu pro děti Peter, Vašo a Beáta deťom, kde si zazpívala se zpěváky a hudebníky Vašo Patejdlem a Petrem Nagym. Rok 1988 začala vydáním anglické verze svého debutového alba Beáta, následně pak vydala řadové album Úschovňa pohľadov. Mnohem výraznější úspěch však zaznamenalo až album z roku 1990 Za dverami mojej izby, zde zejména stejnojmenná píseň se stala hitem. Modrý album (1994) se skladbou Vráť mi tie hviezdy upevnil její postavení populární hvězdy i v první polovině 90. let. Ve druhé polovině této dekády se podílela na dětském CD Išla myška briežkom, které bylo vydáno v roce 1996. V novém století pak na sebe upozornila novou deskou 7 dní (2000) a pak výběrovou kompilací Beáta - to najlepšie (2001), po pěti letech poté pak comebackovým albem Ako chutí ráno (2006). V roce 2007 byl uvedeno na trh výběrové hudební album Best Of obsahující 20 největších hitů.

## Spolupracovníci
Peter Nagy, Vašo Patejdl, Ľuboš Zeman, Roman Spišiak, Juraj Burian, Pavol Kvassay, Juraj Tatár, Martin Gašpar, Marcel Buntaj, Andrej Šeban, Laco Lučenič, Rado Orth

## Ocenění
- 1989 Cena novinářů na Bratislavské lyře za duet s Vašo Patejdlem za píseň Muzikantské byty spolu s autory hudby a textu – (Vašo Patejdl/Ľuboš Zeman)[6][7][8]

## Diskografie
- Maznáčik (1984)
- Oriešky lásky (1984)
- Rozmarný (1986)
- My sa nedáme (1986)
- Beáta (Opus 1987)
- Peter, Vašo a Beáta deťom (1987)
- Úschovňa pohľadov (Opus 1988)
- Za dverami mojej izby (1990)
- Modrý album (1993)
- Išla myška briežkom (1996)
- 7 dní (2000)
- Beáta - to najlepšie (2001)
- Ako chutí ráno (2006)
- Best Of (2007)